# Edamame
Edamame és el nom d'una preparació culinària de les tavelles verdes de soia verda, bullides en aigua amb sal i servides senceres. Tot i ser originàries de la Xina, també són comunes al Japó, Taiwan, Hawaii i Corea. A Occident, aquest plat es troba amb freqüència en restaurants xinesos i japonesos.

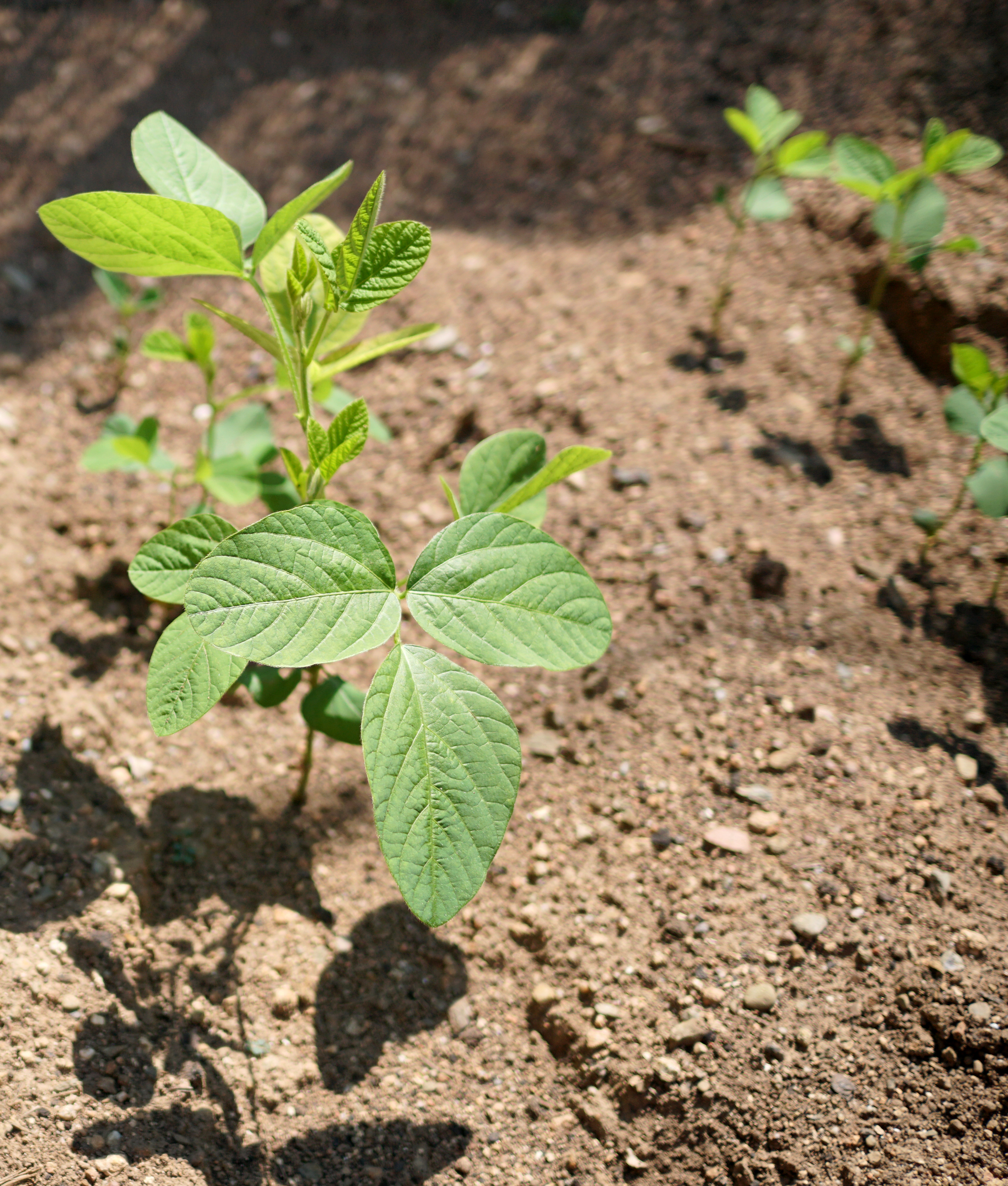
Soia green shell després d'un mes de ser plantada

Les varietats de soia que solen utilitzar-se per a l'elaboració d'edamame són la de soia summer shell i soia green shell les quals es sembren a la primavera i es recol·lecten a l'estiu passats uns 90-100 dies des de la sembra.

## Denominació
El nom japonès edamame (枝豆) s'empra habitualment en països angloparlants per a referir-se a aquest plat. Edamame significa literalment 'mongeta de branca' (eda = 'branca' + mame = 'fesol', 'mongeta') i es refereix a les llavors de soia tendres, recollides amb el peduncle. Per edamame s'entén també la preparació de les beines bullides en aigua amb sal, per ser aquesta la més freqüent.
En xinès, les llavors immadures es denominen maodou (en xinès, 毛豆; en pinyin, máodòu; literalment, 'mongeta peluda') i la beina maodoujia (xinès, 毛豆荚; pinyin, máodòujiá; literalment, 'beina de mongeta peluda').
La referència més antiga d'aquest plat data de l'any 1275 quan el monjo budista japonès Nichiren va escriure una nota d'agraïment a un parroquià per l'edamame que havia deixat al temple.

## Preparació

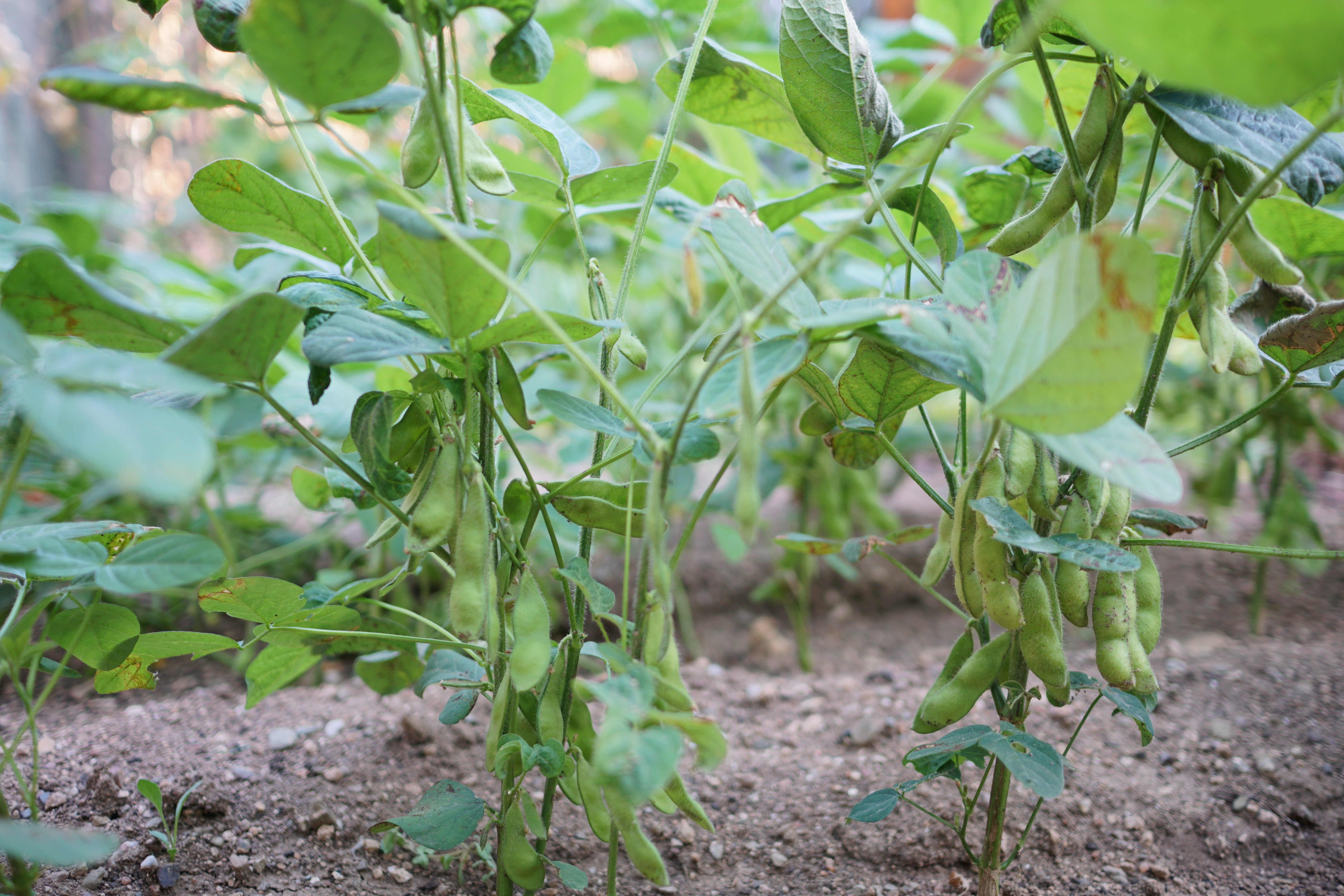
Soia green shell després de dos mesos de ser plantada

Les beines de soia verdes es recullen abans de madurar. Alguns cuiners tallen els extrems de les beines abans de bullir-les. La cocció es pot realitzar en aigua o al vapor. Habitualment s'afegeix sal, ben dissolta en l'aigua o bé després d'haver cuit les beines. Tot i que es poden consumir calentes, és més habitual servir l'edamame quan s'ha refredat.
Algunes receptes utilitzen altres condiments, com el jiuzao (en xinès, 酒糟; pinyin, jiǔzāo; literalment, 'sediments de vi' obtingut de la destil·lació del vi d'arròs), el pebre de Sichuan o el pols de cinc espècies. A més de menjar les llavors senceres, poden triturar-se i servir-se com a paté per untar. En molts mercats asiàtics es venen paquets de condiment específic per a aquest propòsit.
A diferència de la preparació dels tirabecs de la cuina catalana, de l'edamame normalment no es menja la tavella, sinó només la llavor.

## Contingut nutricional
El Departament d'Agricultura dels Estats Units descriu l'edamame com «llavors de soia que es poden menjar fresques com a aperitiu d'interès nutricional».
Com la resta de receptes de soia, l'edamame és ric en hidrats de carboni, proteïnes, fibra alimentària, àcids grassos omega i micronutrients, en particular àcid fòlic, manganès i vitamina K. També pot contenir carotenoides.